# Циклень
Циклень, Циклені (рум. Țicleni) — місто у повіті Горж в Румунії.
Місто розташоване на відстані 219 км на захід від Бухареста, 19 км на південний схід від Тиргу-Жіу, 70 км на північний захід від Крайови.

## Населення
За даними перепису населення 2002 року у місті проживали 5205 осіб.
Національний склад населення міста:
| Національність   | Кількість осіб | Відсоток |
| ---------------- | -------------- | -------- |
| румуни           | 5185           | 99,6%    |
| цигани           | 17             | 0,3%     |
| серби            | 2              | < 0,1%   |
| росіяни-липовани | 1              | < 0,1%   |

Рідною мовою назвали:
| Мова      | Кількість осіб | Відсоток |
| --------- | -------------- | -------- |
| румунська | 5192           | 99,8%    |
| циганська | 10             | 0,2%     |
| сербська  | 2              | < 0,1%   |
| російська | 1              | < 0,1%   |

Склад населення міста за віросповіданням:
| Релігія       | Кількість осіб | Відсоток |
| ------------- | -------------- | -------- |
| православні   | 5146           | 98,9%    |
| п'ятдесятники | 31             | 0,6%     |
| римо-католики | 18             | 0,3%     |
| бретрени      | 9              | 0,2%     |
| лютерани      | 1              | < 0,1%   |

## Зовнішні посилання
- Дані про місто Циклень на сайті Ghidul Primăriilor